# Dieter Dierks

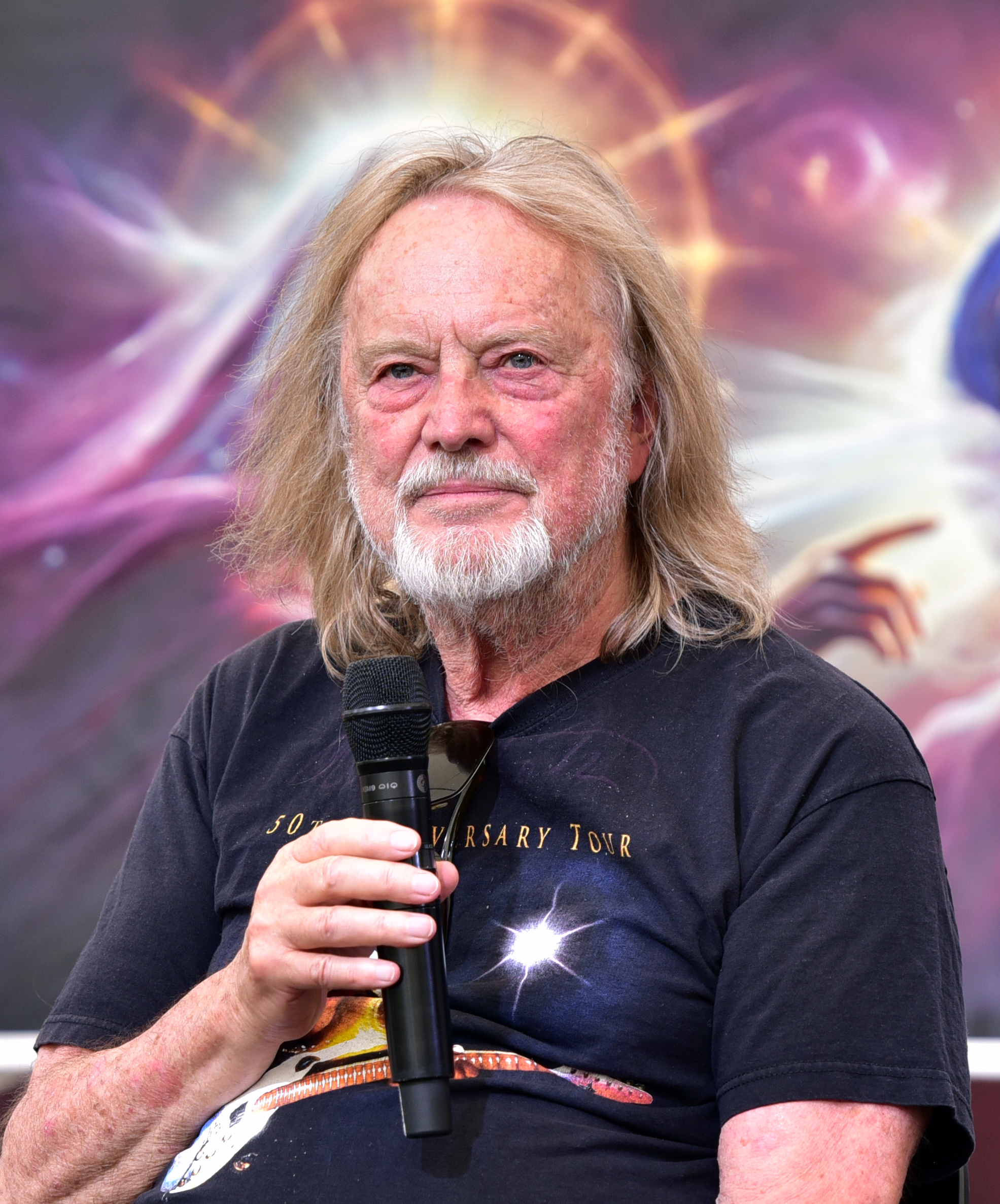
Dieter Dierks beim Wacken Open Air 2024

Hans-Dieter Dierks (* 9. Februar 1943 in Stommeln, heute zu Pulheim) ist ein deutscher Musiker, Tonmeister, Produzent, Verleger und Studiobetreiber. Er wurde bekannt als Produzent der Scorpions, die bei ihm zwischen 1975 und 1988 unter Vertrag standen. Von 1969 bis 1975 entstanden in den Dierks-Studios viele Tonträger der Krautrock-Ära. Ab 1975 nutzten zunehmend internationale Interpreten die technisch hochwertig ausgestatteten Ton- und Fernsehstudios.

## Familie
Dieter Dierks ist Sohn eines Dirigenten, Violinisten, Saxophonisten und Komponisten. Seine Mutter Ursula betrieb ein Lebensmittelgeschäft. Dierks war zweimal verheiratet und hat vier Kinder von vier Frauen. Seine zweite Ehefrau, Corina Fortmann, ist die Schwester des Schweizer Komponisten Thomas Fortmann und hat viele Jahre maßgeblich am Aufbau von Dierks’ Unternehmen mitgewirkt. Die gemeinsame Tochter Dominique Schilling arbeitet in Los Angeles als Regisseurin und Drehbuchautorin. Dierks’ ältester Sohn Michael ist Schauspieler. Die älteste Tochter aus erster Ehe, Michaela Dierks, ist Fernseh- und Musikpromoterin in Köln. Sein jüngster Sohn, Julien Freundt, arbeitet als Toningenieur, Komponist, Musikproduzent und ist Assistent der Geschäftsleitung im väterlichen Betrieb. Dierks’ Mutter, die die Küche des Studios leitete, verstarb im Jahr 1991.

## Anfänge

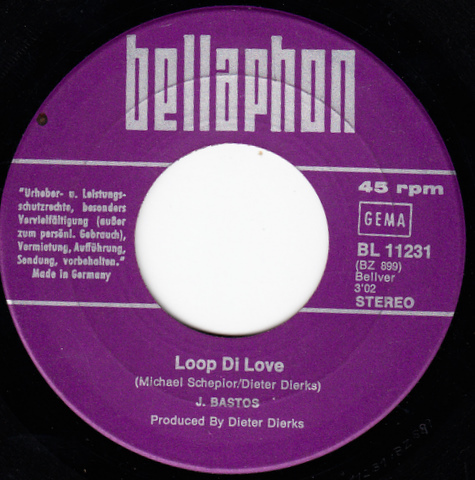
J. Bastos – Loop Di Love

Ursprünglich wollte Dierks Regisseur werden, studierte Theaterwissenschaften und besuchte danach eine Schauspielschule. Als Regieassistent arbeitete er für Kurt Wilhelm, Karl Fruchtmann, Jürgen Goslar und den ehemaligen Burgtheater-Intendanten Gerhard Klingenberg. Parallel dazu spielte er Gitarre und Bass in verschiedenen Rockbands und begann mit dem Aufbau eines eigenen Studios auf dem Anwesen seiner Eltern in Stommeln. Im Dachgeschoss des Elternhauses entstanden die ersten Studioräume. Mit zwei umgebauten Revox-Amateur-Aufnahmemaschinen gelang es Dierks innerhalb kurzer Zeit, viele junge Musiker an sich zu binden. Etwa zu dieser Zeit gründete Dierks zusammen mit Tommy Engel und Frieder Viehmann die Formation Hush, die 1969 die Single Oh! Darling / Schau mir in die Augen (Bellaphon #1112) herausbrachte.
Zwei Jahre später errichtete Dierks ein Studiogebäude im Hof des Anwesens. Wenig später wurde das angrenzende Wohnhaus zum Studio-Hotel ausgebaut und vervollständigte ein seinerzeit in Deutschland neues Konzept für die komplette Einheit von Musikaufnahmen: Die Musiker lebten und arbeiteten während der Produktion am gleichen Ort. In dieser Phase landete Dierks 1969 mit Loop Di Love mit dem Sänger Jay Bastos einen erfolgreichen Diskothekenhit, der als 1971 veröffentlichte Single in den Niederlanden, Belgien und Deutschland hoch chartete und mehrere Millionen Exemplare verkaufte. In einer Version von Jonathan King unter dem Pseudonym Shag war der Song 1972 ein Nummer-vier-Hit in Großbritannien.

## Krautrock und Elektronika
Anfang der 1970er Jahre wurde das Studio 1 zum Anziehungspunkt für eine damals neue Generation von Musikern der in der Bundesrepublik aufkommenden Hippie-Kultur, welche die ländliche Atmosphäre und gleichzeitig hochmoderne Studiotechnik schätzte. Der Name des Dorfes nahe Köln tauchte immer häufiger in deutschen Musikmagazinen wie dem Musikexpress, der Sounds, dem Fachblatt Musikmagazin und in Pop/Rocky auf, deren Redakteure der „Soundschmiede in Stommeln“ und den dort entstandenen Produktionen ganze Seiten widmeten.
Die Dierks-Studios wurden – neben denen von Conny Plank in Wolperath – die Heimat der wichtigsten Krautrock-Vertreter, Gründerzeit-Rockbands und Elektronik-Pioniere: Ihre Kinder, Ash Ra Tempel, Tangerine Dream, Witthüser & Westrupp, Hoelderlin, Wallenstein, Birth Control, Guru Guru, Embryo, Popol Vuh, Bröselmaschine, die Polit-Rockgruppen Amon Düül und Floh de Cologne oder die von dem Musikvisionär Rolf-Ulrich Kaiser gegründete Krautrock-Supergroup Cosmic Jokers kamen alle nach Stommeln, um ihre Version von Rockmusik produzieren bzw. aufnehmen zu lassen. Ein Dauerkunde war auch Klaus Doldinger, der mit seiner Jazz-Rock-Formation Passport die Alben Looking Thru (1973), Handmade (1973), Cross-Collateral (1975) und Infinity Machine (1976) in Stommeln einspielte. Das live in der Düsseldorfer RheinHalle mitgeschnittene Konzert Jubilee 1974 wurde in den Dierks-Studios abgemischt.
In jenen Jahren entstanden über 40 richtungsweisende Musikalben, die den Ruf einer eigenständigen deutschen Rock- und Elektronikmusik im Ausland mitbegründeten; viele davon erschienen auf den deutschen Plattenlabels Pilz, Ohr und Bacillus, aber auch in Amerika, Frankreich, Italien und vor allem in England. Fast immer fanden sich in den Liner Notes die Dierks-Studios und deren „Soundmagier und Klangzauberer“ Dierks sowie ein „Special thanks“ für das kreative Umfeld mit der Studioküche von „Mother Dierks“, die noch in der Nacht die Musiker versorgte. Hinzu kam, dass Dierks seine Studios stets auf den neuesten technischen Stand brachte und sie so zu den führenden deutschen Produktionsstätten entwickelte. Eigene selbstentwickelte Hall- und Raumeffekte sowie experimentelle Instrumente wie das Mellotron, das analog auf Band aufgenommene Orchesterstimmen per Tastendruck wiedergeben konnte, vervollständigten das auf Perfektion bedachte Umfeld.

## Studioausbau und erste internationale Kundschaft

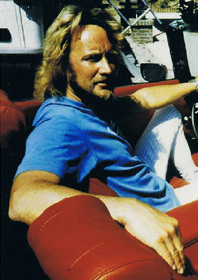
Dieter Dierks

Um 1972 baute Dierks die Räumlichkeiten weiter aus. Um kostengünstigere Vorproduktionen durchführen zu können, wurden im Kellerbereich des Studiohotels drei kleinere Aufnahmeräume und ein Regieraum als Studio 2 eingerichtet. Ende 1973 kam vor dem Studio 1 mit der „Kantine“ ein Aufenthaltsraum hinzu, der als Besprechungs- und Meetingraum diente. Der Ruf der Dierks-Studios als erstklassiger Aufnahme-Betrieb wurde auch im Ausland wahrgenommen. Für den kleinen Ort war das Unternehmen zu einem wichtigen Wirtschaftsfaktor geworden. Musikgruppen wohnten oft monatelang in Stommeln, kauften dort ein und bevölkerten abends die örtlichen Gaststätten. Journalisten reisten an, um Fotos und Interviews zu machen.
Die erste internationale Band kam aus England und hieß Nektar. Das Quintett nahm zwischen Juni und August 1971 seine Debüt-LP Journey To The Centre Of The Eye in Stommeln auf. Es folgten die LPs A Tab in the Ocean (Oktober 1972), der Studio-Livemitschnitt …Sounds Like This (Februar 1973) und Remember the Future; letztgenannte LP erreichte im Juli 1974 Rang 19 der US-Album-Charts und war die bis dahin erfolgreichste Produktion aus dem Hause Dierks. Im Dezember 1974 kehrten Nektar ein letztes Mal für die Produktion von Down to Earth ins Rheinland zurück. Die LP notierte auf Platz 32 der US-Charts und erreichte im Februar 1975 Gold-Status.
1974 wurde das Portfolio der Firma durch das erste Audio-Recording-Mobile erweitert. So konnten namhafte Interpreten der internationalen Konzert-Szene, unter anderen Al Jarreau, Fats Domino, Oscar Peterson, Harry Belafonte, Michael Chapman, Ella Fitzgerald, The Platters, Brian Auger, Lou Reed, Nana Mouskouri, Santana oder Chicago live mitgeschnitten werden. Aufgrund der Erfahrung mit den Top-Künstlern sowie deren Managern und internationalen Plattenfirmen kam Dierks zu dem Entschluss, die Firma um eine eigene Produktions- und Verlagsgesellschaft zu erweitern, und gründete Breeze Music. Dierks gelang es, mit Atlantis eine der führenden deutschen Rockformationen und deren bluesige Sängerin Inga Rumpf unter Vertrag zu nehmen und auf internationalem Niveau zu produzieren. Er flog nach Amerika und überzeugte die damalige Plattenfirma Polygram davon, Atlantis auf Tour zu schicken. Zusammen mit dem US-Manager Ira Blacker organisierte er eine US-Tournee, und das erste Konzert fand in Philadelphia im Vorprogramm von Lynyrd Skynyrd vor 20.000 Besuchern statt. Dieses Netzwerk nutzte er ein paar Jahre später im Zusammenhang mit den Scorpions.

## Scorpions von 1973 bis 1988

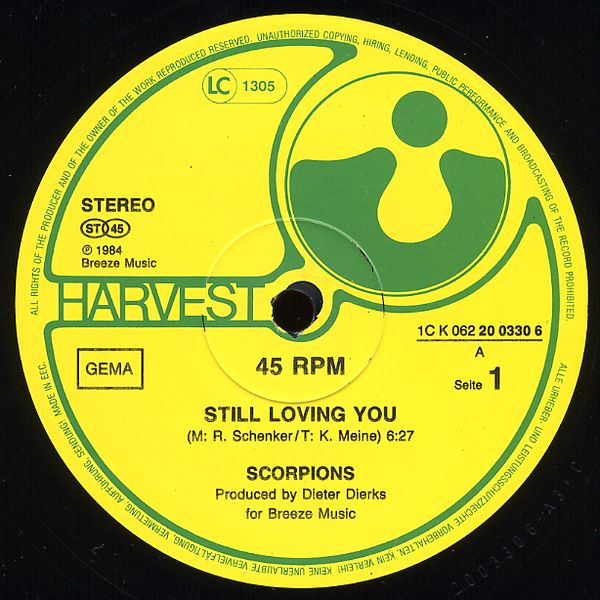
Scorpions – Still Loving You

Bereits 1973 stieß Dierks zusammen mit seiner Frau Corina Dierks-Fortmann bei einem Konzert in einer Turnhalle in Essen auf die Nachwuchs-Rockband Scorpions. Trotz der wenigen Zuschauer überzeugte ihn die professionelle Einstellung der Musiker, die er nach einer Eingewöhnungsphase als Auftragsproduzent für die RCA Records ab 1976 ganz für die Firma Breeze Music unter Vertrag nehmen konnte. Bereits mit der ersten von ihm produzierten Platte In Trance verdreifachte sich der Plattenumsatz. Durch permanente Auslandsarbeit und eine erfolgreiche, von Breeze Music finanzierte Japan-Tournee, die auf den Tokyo Tapes ihren Niederschlag fand, gelang es 1979, einen Schallplattenvertrag mit dem amerikanischen Konzern Mercury (Polygram) abzuschließen. Bob Sherwood, der damalige Präsident, war ein Rockfan und ließ sich von den Produktionen des Deutschen überzeugen. Mit David Krebs wurde ein Schwergewicht der Musikszene als Personal Manager für die Scorpions engagiert. Mit Unterstützung vom Leber-Krebs Management, das große Acts wie AC/DC, Aerosmith oder Ted Nugent betreute, stand die Tür für ein Bühnendebüt der Scorpions in den USA weit offen.
Die erste Mercury-LP Lovedrive – mit dem plakativen, bis heute kontrovers diskutierten Kaugummi-Brust-Cover – erreichte in Amerika zum ersten Mal Gold-Status (über 500.000 Einheiten) und kam damals weltweit auf 1,5 Millionen verkaufte Exemplare. In Deutschland konnte ein langfristiger Vertrag mit EMI-Electrola, der auch Länder in Südostasien beinhaltete, abgeschlossen werden. Dies schuf die Voraussetzungen dafür, die hannoversche Rockband auf internationalem Niveau produzieren zu können. Für Blackout buchte Dierks dem Band-Tross eine Villa in Südfrankreich mit eigener Köchin, Outdoor-Pool und Tennisplatz, um dem Studio-Alltag in Stommeln zu entkommen. Stattdessen stand das Dierks-eigene Recording Mobile aufnahmebereit vor dem Anwesen. Eine Halsentzündung des Sängers Klaus Meine verhinderte allerdings die erfolgreiche Fertigstellung des Albums, welches dann doch später in Studio 2 in Stommeln eingespielt wurde. Die Alben Blackout und Animal Magnetism zementierten den Ruf der Scorpions als dem melodiösen Hardrock verpflichtete Band. Dierks hatte nicht nur in diffiziler Detailarbeit einen eigenen Sound geprägt, sondern die spielfreudigen Scorpions als eigenständige Marke im Kreis der bedeutenden Hardrock-Formationen etabliert.
Das 1984er Album Love At First Sting und der daraus ausgekoppelte Balladen-Hit Still Loving You markierten den vorläufigen Karriere-Höhepunkt für die Scorpions, die von diesem Album 2,5 Millionen Einheiten (Doppelplatin) in den USA verkaufen konnten sowie damit Gold- und Platin-Status in fast allen europäischen Ländern erreichten. In Japan und Südostasien avancierte die Band zu einer der populärsten Rockgruppen überhaupt. Still Loving You ist in Frankreich bis heute die mit über zwei Millionen Einheiten meistverkaufte Single aller Zeiten. Auch für diese Produktion waren zwei Anläufe nötig: Im Frühjahr 1983 hatte Dierks die renommierten Polar Studios von ABBA gebucht. Kurz vor Aufnahmestart wurden Herman Rarebell und Francis Buchholz krank. Rarebell besorgte Jimmy Bain als Ersatz, Rudolf brachte Bobby Rondinelli ins Spiel. Doch das Ergebnis überzeugte nicht, weshalb die gesamte LP in Originalbesetzung nochmals in den Dierks-Studios aufgenommen und gemischt wurde. Der Aufwand zahlte sich aus, denn auf diesem Album befinden sich die meisten Hits, und es wurde die bis dahin bestverkaufte Scorpions-LP. Die 1985 veröffentlichte Live-Platte World Wide Live versammelte die Highlights aus Konzerten einer Welt-Tournee.
Die acht Scorpions-LPs der Dierks-Zeit gelten als Kernstück des Band-Oeuvres. Auch für Dierks, der mitunter als „sechster Scorpion“ bezeichnet wurde, waren diese Alben die erfolgreichsten seiner Produzenten-Karriere. Die Arbeit am letzten in Stommeln entstandenen Scorpions-Album Savage Amusement war von Konflikten zwischen Band und Produzent geprägt, so dass man den Produktionsvertrag auslaufen ließ und die Zusammenarbeit im November 1988 beendete. Der Schlagzeuger Herman Rarebell resümiert 2011: „Dieter war für die Scorpions der richtige Mann am richtigen Ort. Wie sein Einfluss innerhalb der Gruppe wuchs, steigerten sich auch unsere Plattenverkäufe. Die Vertrautheit war aber auch der Nährboden für Geringachtung, da mit seinem Einfluss auch der Ärger innerhalb der Gruppe wuchs. Aber unterm Strich fing er die verschiedenen Egos gut ein und schaffte es, die Band in eine bestimmte, eindeutige Richtung zu lenken.“

## Weiterer Studioausbau und Filmtechnik

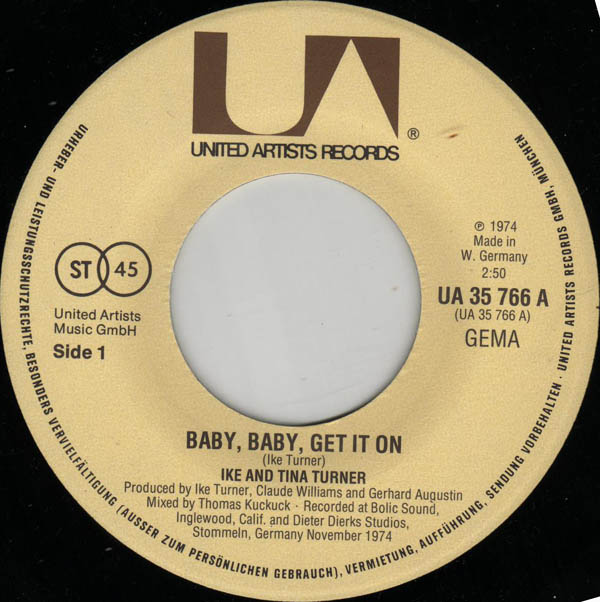
Ike & Tina Turner – Baby, Baby, Get It On

Aufgrund des Erfolges mit den Scorpions konnte die Firma Breeze Music langfristige Verträge mit amerikanischen und europäischen Schallplatten- und Verlagskonzernen abschließen und den Ausbau der Firmengruppe vorantreiben. Weitere Weltstars folgten dem international guten Ruf der Dierks-Studios nach Stommeln: Ike & Tina Turner, Eric Burdon, War, die Boomtown Rats, Dokken oder auch der irische Rock- und Blues-Musiker Rory Gallagher kamen mehrmals. Gallagher nahm vornehmlich nachts zwei aufeinanderfolgende Alben auf und gründete in der Kneipe nebenan einen Darts-Club.
1985 entstand mit Studio 3 der bisher größte Studiokomplex, dessen Aufnahmehalle vielköpfigen Orchestern, Chören oder Big Bands Platz bot. Durch den Einbau von fahrbaren Kamera- und Lichtbrücken und einer leistungsfähigen Klimaanlage war es von vornherein auch für Bild- und Video-Aufnahmen angelegt und entsprach dem Standard der Großstudios in Amerika. Durch die unterirdische Verbindung aller Räumlichkeiten war eine wechselseitige Nutzung der gesamten Technik in allen drei Studios möglich. Gleichzeitig wurde die zwischen der eigenen Studioküche und dem Studio 1 gelegene Kantine erheblich erweitert. Inzwischen traten auch große US-Schallplattenkonzerne an Dierks heran, um ihre Künstler von ihm produzieren zu lassen. Dazu zählen die Glam-Metal-Band Black ’n Blue für Geffen Records, die Heavy-Metal-Formation Twisted Sister, die Dierks in New York City und Los Angeles für Atlantic Records produzierte, und die New Yorker Punk-Avantgarde-Band Plasmatics für Capitol Records. Auch die US-Band Mother’s Finest erarbeitete mit Dierks ein Live-Album, das mit dem Audio- und Video-Mobile aufgenommen und in Studio 3 gemixt wurde. 1986 wurde das Mobile 1 der Dierks-Studios, das in ganz Europa zahlreiche Konzerte namhafter Künstler aufgezeichnet und sich insbesondere bei vielen Live-Übertragungen der WDR-Sendungen Rock-Palast und Rocknächte bewährt hatte, durch einen fast doppelt so großen Aufnahmewagen, das Mobile 2, ersetzt. Dieses analog und digital einsetzbare, mobile Studio hatte ein Computermischpult, ein Abhörsystem und einen geräumigen Aufenthaltsbereich. 1991 wurde mit dem Mobile 2 eine Live-LP der Rolling Stones in Moskau und anderen europäischen Städten aufgenommen.
Für mehrmonatige Aufenthalte ausländischer Künstler war das Stommeler Studio-Hotel zu klein geworden. Deswegen erwarb Dierks 1986 in Osten des Ortes eine für solche Aufenthalte geeignete Villa mit Gartengelände. Hier konnten die Musiker ungestört wohnen und in Ruhe längere Aufnahmezeiten kreativ überbrücken. Zusätzlich konnte die Villa auch an auswärtige Studio- und Hotelgäste vermietet werden.
1987, nach dem Ausbau von Studio 3, entschloss sich Dierks, die Basis der Firma langfristig durch eine Erweiterung auf den immer stärker aufkommenden Bildbereich zu sichern. Waren bisher bereits Bildaufnahmen im Studio 3 möglich, so sollte der Videobereich nunmehr durch ein Video-Recording-Mobile verstärkt werden. Mit Hilfe fachkundiger Spezialisten wurde ein Übertragungswagen des Westdeutschen Rundfunks gekauft, mit neuester Übertragungstechnik und zu einem Groß-Mobile umgebaut. Das Video-Mobile 1 der Dierks-Studios war ab 1988 in Betrieb. 1991 wurden Studio 1 und Studio 2 renoviert und technisch auf den neuesten Stand gebracht. Dadurch wurde eine gleichrangige Produktionsarbeit zeitgleich in Studio 3 und Studio 1 möglich. 1992 fand sich die vorübergehend aufgelöste Gruppe Accept wieder zusammen und produzierte drei weitere LPs für Breeze Music.
Das Interesse an internationaler Rockmusik flaute ab Mitte der 1990er Jahre ab. Es entstand der zwischenzeitlich dominierende Techno- und Dance-Musikstil, der nicht mehr in großen Studios, sondern mit Computern und elektronischen Geräten in kleinen Wohnzimmer-Studios produziert werden konnte. Die Firmengruppe trug dieser Entwicklung Rechnung, indem ab 1995 zusätzlich zwei digitale Hard-Disk-Recording Studios eingerichtet wurden, die Studios 4 und 5. Hier wurde auf dem neuesten Stand der Computer-Technik eine Arbeitsstation für Dance/House- und Techno-Musik geschaffen. Speziell für dieses Musiksegment wurde die Breeze Dance Division gegründet, die mit ihren Unterlabeln Bionic Beat, Reformhouse und Neuform alle Richtungen auf dem Dance-Gebiet abdeckte.
Michael Jackson nahm 1996 im Studio 3 den Song Ghosts auf, der auf seiner im Mai 1997 veröffentlichten LP Blood on the Dance Floor – HIStory in the Mix und später auch als Teil einer Deluxe Collector Box Set – Limited Edition erschien. Im Stommelner Studio – auf dem Cover fälschlicherweise als „Diederdierk Studio (Cologne, Germany)“ gelistet – wurden Gesangsaufnahmen und Drum-Programming vorgenommen. Die Zusammenarbeit mit dem „King of Pop“ konnte im Rahmen der weltumspannenden HIStory-Tour fortgesetzt werden, als Dierks zwei Jackson-Konzerte im Olympiastadion München analog mit zwölf Kameras und digital mit sechs weiteren Kameras mitschnitt. Zum Einsatz kam hierbei einer der beiden 1996 und 1997 angeschafften digitalen Übertragungswagen. Es handelte sich um zwei 18 bzw. 21 Meter lange, von Sattelschleppern gezogene und in der Breite ausfahrbare, mit allen modernsten digitalen Einrichtungen versehene Aufnahmewagen, die jeweils mit eigener Bildregie und Mixer und mit bis zu 12 Kameras ausgerüstet, große Events und Shows aufnehmen konnten. Neben den beiden Michael-Jackson-Konzerten wurden mit den Mobiles DOME-Veranstaltungen für RTL II, die Bravo Supershow, die Sabine-Christiansen-Talkshow und die Österreich-Reise von Papst Johannes Paul II. im Juni 1998 aufgezeichnet. Weitere Aufnahmewagen mit HDTV-Technik, die ab 1997 die Flotte verstärkten, erzeugten mit speziellen Kameras ein hochauflösendes Bild. Das wirkte sich vorteilhaft bei technik-affinen amerikanischen und japanischen Kunden aus, die zahlreiche Klassik-Aufnahmen bestellten oder auch bei den Aufnahmen der Wagner-Festspiele in Bayreuth, die von der Kirch-Gruppe in Auftrag gegeben wurden.
1997 wurden das bisherige Technik-Labor und die Vorräume von Studio 3 zu einem neuen Bildschneide-Studio (Avid-Raum) umgerüstet, um anfallende Schnitt- und Mixaufträge bewältigen zu können. Durch den eigenen Avid-Schnittplatz konnten Bildaufnahmen in eigener Regie innerhalb der Dierks-Studios per Computer geschnitten, gemixt und bearbeitet werden.
Nach mehreren Umgestaltungen sind die Dierks Studios wie folgt aufgestellt:
- Die „Edit-Suite“ dient als Schneide- und Vorführraum. Grading, Color-Matching und -Correction sowie Film-Restaurierung werden hier in 4K und HD vorgenommen.
- Studio 1 wurde zu einem 100 Quadratmeter großen, 30 Zuschauer fassenden 4K-Screening Room umgebaut. Auch hier kann man Restaurierungsarbeiten, Color Correction und Grading vornehmen.
- Studio 3 vereint analoge und digitale Aufnahmetechnik. Soundmäßig wird analog gearbeitet, dies allerdings mittels einer digitalen Oberfläche.
- Studio 4 und 5 sind Synchronisations-, Vorproduktions- bzw. Komponierstudios, wo Ideen gesammelt und skizziert werden können, die in Studio 3 zu Ende geführt werden.
- Studio 6 und 7 wurden umgebaut als Bildbearbeitungs- und Konvertierungsstudios, wo z. B. 2D in 3D umgewandelt werden kann.

## Ausweitung der Aktivitäten über die Musikproduktion hinaus
1997 gründete Dierks die Firma Breeze TV GmbH, die mit P.O.S.-TV (Point of Sale) Warenverkäufe mittels Werbung über Fernsehmonitore direkt in den Verkaufsgeschäften des Einzelhandels initiierte. In Zusammenarbeit mit dem Wirtschaftswissenschaftler Hagen Backhaus gelang es Dierks, einen langfristigen Vertrag mit den Schlecker-Märkten abzuschließen, die seinerzeit über 8.000 Filialen in Deutschland betrieben. Hierbei wurden in jeder Filiale ganztägig über drei Monitore Werbespots in sich wiederholenden Schleifen gesendet. Die Werbebotschaften erreichten so allein in Deutschland über zwei Millionen Kunden täglich. Für die Dierks-Firmengruppe schloss sich durch Breeze TV die Wertschöpfungskette und der Dienstleistungskreis zwischen Herstellung von Ton-/Bildträgern und dem Verkauf derselben.
1999 ließ sich Dierks die DVDplus (Warenzeichen DVD[plus]) patentieren. Bei dem Patent der DVD[plus] handelt es sich um die Verbindung einer DVD mit einer herkömmlichen CD mittels Verklebung zu einem beidseitig abspielbaren Ton-Bildträger. Während die DVD (goldene Seite) zum Beispiel einen Film oder ein Live-Konzert wiedergibt, kann auf der anderen, silbernen Seite zusätzlich ein Soundtrack, die Score-Musik oder unveröffentlichte Live-Aufnahmen hörbar gemacht werden. Zur Nutzung des Patents konnte Dierks 1999 mit dem weltweit größten CD- und DVD-Maschinenhersteller Singulus Technologies einen Vertrag abschließen. Sony USA nutzt die Dierks-Lizenz, um unter dem Namen DualDisc das Patent auswerten zu können. Mittlerweile haben nationale und internationale Künstler DVDplus- bzw. Dualdisc-Produkte hergestellt, darunter Herbert Grönemeyer, die Toten Hosen, Michael Jackson (mit einer ganzen Box), Santana, Emerson, Lake & Palmer, Steve Harley, Nightwish, Bruce Springsteen, Destiny’s Child, AC/DC (allein in USA über 500.000 Einheiten von Back in Black) und Aerosmith. Aber auch Fußballvereine wie der FC Bayern München oder die für das Blairwitch Project 2 zuständige Filmfirma nutzten das neue Format. Die DVDplus von diesem Film verkaufte sich über 600.000 Mal. Insgesamt wurden mehrere Millionen Ton-Bild-Träger des Formats hergestellt, die Homepage von DVDplus führt 122 verschiedene Veröffentlichungen auf. Es erwies sich allerdings als Hemmnis für die Durchsetzung des Formats, dass die Rechte an Bild und Ton in aller Regel in unterschiedlichen Händen lagen.
2001 bestand die Dierks-Gruppe aus
- der Breeze TV GmbH, die als größtes Unternehmen der Gruppe über 50 Mitarbeiter beschäftigte und die Bereiche P.O.S.-TV, Direkt Marketing, E‑Commerce und Internet-Verkauf abdeckte,
- dem Videowagen-Bereich mit den Video-Mobiles 1-4 sowie dem „Film like“- und „Slomo“-Van,
- dem Recording-Bereich mit sieben Studios, wobei Studio 3 seinerzeit für Super Audio (SACD)-Mixe im 5-Kanal Dolby Surround Sound umgerüstet wurde,
- der Breeze Dance Division, die den Ausbau ihres bisherigen Künstlerstammes betrieb,
- aus der Produktions- und Verlagsgesellschaft Breeze Music und
- aus der Plattenfirma Venus Records, die das bestehende Repertoire verwertete und neue Koppelungen bei Major Record Companies in Deutschland arrangierte.

## Bedeutung
Dierks produzierte im Laufe seiner Karriere mehr als 70 Alben, die Gold- oder Platinstatus erhielten. Über den kommerziellen Erfolg hinaus wird der „kreative Tüftler“ aufgrund seiner experimentierfreudigen Studioarbeit und der technischen Innovationskraft hervorgehoben. Christoph Wagner schrieb 2013: „Sowohl Dieter Dierks als auch Conny Plank trugen maßgeblich zur Entwicklung einer eigenständigen deutschen Rockmusik bei. Durch ihre Fantasie und Kreativität wurden die neuen Sounds erst geschaffen, die der deutschen Rockmusik erst ihre eigene Identität gaben, wobei sie gleichzeitig das Studio als künstlerisches Medium nutzten.“ Das US-Musikmagazin Rolling Stone nannte ihn den „besten Heavy-Metal-Produzenten der Welt“, für den Spiegel war er 1974 der „führende deutsche Rockproduzent.“

## Produktionen
Die Spalte Funktion bezeichnet die Rolle, die Dieter Dierks bei der Produktion innehatte, wie folgt:
- P = Producer/Produzent
- E = Engineer/Toningenieur
- S = Studio owner/Studiobetreiber
- CO = Content owner/Rechteinhaber
- C = Composer/Komponist
- AR = Arrangeur
- ME = Mixing Engineer
- RE = Remix Engineer
- A = Artist/Künstler

| Jahr | Interpret                                                             | Titel                                           | Funktion  | Aufnahme                    | Veröffentlichung                                                              |
| ---- | --------------------------------------------------------------------- | ----------------------------------------------- | --------- | --------------------------- | ----------------------------------------------------------------------------- |
| 1969 | Ihre Kinder                                                           | Ihre Kinder                                     | E         | Juli–August 1969            | Phillips                                                                      |
| 1970 | Hairy Chapter                                                         | Eyes                                            | P/E       | Januar 1969                 | Second Battle                                                                 |
| 1970 | Embryo                                                                | Opal                                            | P/E       | April 1970                  | Ohr                                                                           |
| 1970 | Orange Peel                                                           | Orange Peel                                     | E         |                             | Bellaphon                                                                     |
| 1971 | Tangerine Dream                                                       | Alpha Centauri                                  | E         | Januar 1971                 | Ohr (April 1971)                                                              |
| 1971 | Hairy Chapter                                                         | Can’t Get Through                               | P/E       | November 1970 – Januar 1971 | Bacillus                                                                      |
| 1971 | Dull Knife                                                            | Electric Indian                                 | E         |                             | Phillips                                                                      |
| 1971 | Embryo                                                                | Embryo’s Rache                                  | E         |                             | United Artists                                                                |
| 1971 | Epsilon                                                               | Move On                                         | E         |                             | Bacillus                                                                      |
| 1971 | Frame                                                                 | Frame of Mind                                   | E         |                             | Bacillus                                                                      |
| 1971 | Gila Free Electric Sound                                              | Gila                                            | E         |                             | BASF                                                                          |
| 1971 | Rufus Zuphall                                                         | Phallobst                                       | P/E       |                             | Ohr                                                                           |
| 1971 | Witthüser & Westrupp                                                  | Trips und Träume                                | E         | März 1971                   | Ohr                                                                           |
| 1971 | Witthüser & Westrupp                                                  | Der Jesus-Pilz                                  | E         | August 1971                 | Pilz                                                                          |
| 1971 | Krokodil                                                              | An Invisible World Revealed                     | E         |                             | United Artists                                                                |
| 1971 | Wallenstein                                                           | Blitzkrieg                                      | Co-P/E    | Oktober 1971                | Pilz                                                                          |
| 1971 | Nektar                                                                | Journey to the Centre of the Eye                | E         |                             | Bellaphon                                                                     |
| 1971 | Bröselmaschine                                                        | Bröselmaschine                                  | E         | August 1971                 | Pilz                                                                          |
| 1971 | Epsilon                                                               | Epsilon                                         | E         | 1971                        | Bellaphon                                                                     |
| 1971 | Nine Days Wonder                                                      | Nine Days Wonder                                | E         | 1971                        | Bacillus                                                                      |
| 1971 | Marz & Eperjessy                                                      | Marz & Eperjessy                                | E         |                             | Bacillus                                                                      |
| 1972 | Tangerine Dream                                                       | Zeit                                            | E         |                             | Ohr (Februar 1972)                                                            |
| 1972 | Hoelderlin                                                            | Hoelderlins Traum                               | E         | Januar 1972                 | Pilz                                                                          |
| 1972 | Jerry Berkers                                                         | Unterwegs                                       | P/E/A     |                             | Ohr                                                                           |
| 1972 | Delf Jacobs                                                           | Meine Lieder                                    | S         |                             | United Artists                                                                |
| 1972 | Ash Ra Tempel                                                         | Schwingungen                                    | E         | Februar 1972                | Ohr                                                                           |
| 1972 | Massage                                                               | The Dawn Anew Is Coming                         | E         |                             | Bacillus                                                                      |
| 1972 | Emtidi                                                                | Saat                                            | P/E       | Februar 1972                | Pilz                                                                          |
| 1972 | Ash Ra Tempel mit Timothy Leary                                       | Seven Up                                        | E/ME/A    | 1972                        | Kosmische Kuriere                                                             |
| 1972 | Annexus Quam                                                          | Beziehungen                                     | E         | Mai 1972                    | Metronome                                                                     |
| 1972 | Witthüser & Westrupp                                                  | Bauer Plath                                     | Co-P/E    | Juni–Juli 1972              | Pilz                                                                          |
| 1972 | Demon Thor                                                            | Anno 1972                                       | Co-P/E    |                             | United Artists                                                                |
| 1972 | Jeronimo                                                              | Time Ride                                       | E         | März 1972                   | Bellaphon                                                                     |
| 1972 | Nektar                                                                | A Tab in the Ocean                              | E         |                             | Bellaphon                                                                     |
| 1972 | Midnight Circus                                                       | Midnight Circus                                 | E         |                             | Bacillus                                                                      |
| 1972 | Pell Mell                                                             | Marburg                                         | P/E       | 1972                        | Bellaphon                                                                     |
| 1972 | Twenty Sixty Six and Then                                             | Reflections of the Future                       | E         |                             | United Artists                                                                |
| 1972 | Walpurgis                                                             | Queen of Saba                                   | E         | 1972                        | Ohr                                                                           |
| 1972 | Wind                                                                  | Morning                                         | E         |                             | CBS                                                                           |
| 1972 | Electric Sandwich                                                     | Electric Sandwich                               | P/E       |                             | Brain                                                                         |
| 1972 | Wallenstein                                                           | Mother Universe                                 | Co-P/E    | Juni 1972                   | Pilz                                                                          |
| 1972 | Floh de Cologne                                                       | Lucky Streik                                    | P/E       | November 1972               | Ohr                                                                           |
| 1972 | Walter Wegmüller                                                      | Tarot                                           | P/E/A     | Dezember 1972               | Kosmische Kuriere                                                             |
| 1972 | Marz                                                                  | The Dream Is Over                               | E         |                             | Bellaphon                                                                     |
| 1972 | Mythos                                                                | Mythos                                          | E         | 1972                        | Ohr                                                                           |
| 1973 | Tangerine Dream                                                       | Atem                                            | E         | Dezember 1972 – Januar 1973 | Ohr (März 1973)                                                               |
| 1973 | Lily                                                                  | V.C.U.                                          | E/A       | Januar 1973                 | Bacillus                                                                      |
| 1973 | The Cosmic Jokers                                                     | Galatic Joke                                    | P/E       | Februar – Mai 1973          | Kosmische Musik                                                               |
| 1973 | Omega                                                                 | Omega                                           | E         | April 73                    | Bacillus                                                                      |
| 1973 | Ash Ra Tempel und Klaus Schulze                                       | Join Inn                                        | E         | Dezember 72                 | Ohr                                                                           |
| 1973 | Ash Ra Tempel                                                         | Starring Rosi                                   | E         | 1973                        | Kosmische Musik                                                               |
| 1973 | Embryo                                                                | Rocksession                                     | E         |                             | Brain/Metronome                                                               |
| 1973 | Jane                                                                  | Here We Are                                     |           | 1973                        | Metronome                                                                     |
| 1973 | Message                                                               | From Books and Dreams                           |           |                             |                                                                               |
| 1973 | Nektar                                                                | ...Sounds Like This                             | E         | 1973                        | Bellaphon                                                                     |
| 1973 | Walter Wegmüller                                                      | Tarot                                           | E         | 1973                        | Kosmische Kuriere                                                             |
| 1973 | Passport                                                              | Looking Thru                                    | E         | Oktober 1973                | WEA                                                                           |
| 1973 | Passport                                                              | Handmade                                        | E         |                             | WEA                                                                           |
| 1973 | Birth Control                                                         | Rebirth                                         | E         | November 1973               | CBS                                                                           |
| 1973 | Tommy Fortmann                                                        | Sunshine in Deep Darkness                       | P         | 1973                        | United Artist                                                                 |
| 1973 | Nektar                                                                | Remember the Future                             | RE        | September 1973              | Bellaphon                                                                     |
| 1973 | Chris Braun Band                                                      | Foreign Lady                                    | P/E       | November 1973               | Ariola                                                                        |
| 1973 | Jeremy B.                                                             | This Is My Life                                 | E         | 1973                        | Bacillus                                                                      |
| 1973 | Gila                                                                  | Bury My Heart at Wounded Knee                   | E         | 1973                        | WEA                                                                           |
| 1973 | Wallenstein                                                           | Cosmic Century                                  | Co-P      | 1973                        | Kosmische Musik                                                               |
| 1973 | Witthüser & Westrupp                                                  | Live 68–73                                      | E         | 1968–1973                   | Kosmische Musik                                                               |
| 1974 | Demon Thor                                                            | Written in the Sky                              | P/E       | November 1974               | United Artists                                                                |
| 1974 | Jay C. Corry                                                          | Love Me Or Leave Me                             | P/E/AR    | 1974                        | Metronome                                                                     |
| 1974 | Sergius Golowin                                                       | Lord Krishna von Goloka                         | E         | 1974                        | Kosmische Kuriere                                                             |
| 1974 | Grobschnitt                                                           | Ballermann                                      | E         | Februar 1974                | Brain/Metronome                                                               |
| 1974 | Santiago                                                              | New Guitar                                      | P/E/AR    | 1974                        | BASF                                                                          |
| 1974 | The Cosmic Jokers                                                     | Planeten Sit-In                                 | P/E/A     | 1974                        | Kosmische Musik                                                               |
| 1974 | The Cosmic Jokers und Klaus Schulze                                   | Galactic Supermarket                            | P/E/A     | 1974                        | Kosmische Musik                                                               |
| 1974 | The Cosmic Jokers                                                     | Sci-Fi Party                                    | P/E/A     |                             | Kosmische Musik                                                               |
| 1974 | Atlantis                                                              | Ooh, Baby                                       | P/E/AR    | 1974                        | Polydor/Phonogram                                                             |
| 1974 | Birth Control                                                         | Live                                            | E/M       | August 1974                 | CBS                                                                           |
| 1974 | Passport                                                              | Jubilee Concert 1974                            | E/R       | 16. Oktober 1973            | WEA                                                                           |
| 1974 | Ike & Tina Turner                                                     | Baby Baby, Get It On (Single)                   | E         | November 1974               | United Artist                                                                 |
| 1974 | Popol Vuh                                                             | Seligpreisung                                   | E         | 1974                        | Kosmische Musik                                                               |
| 1974 | Nektar                                                                | Down to Earth                                   | E/RE      | März – Juni 1974            | Bellaphon                                                                     |
| 1974 | Tea                                                                   | Tea                                             | P/E/AR    | 1974                        | Vertigo                                                                       |
| 1974 | A Meditation Mass                                                     | A Meditation Mass                               | E/RE      |                             | Brain                                                                         |
| 1974 | The Cosmic Jokers                                                     | Tarot                                           | E/A       |                             | Kosmische Musik                                                               |
| 1974 | Manuel Göttsching                                                     | Inventions for Electric Guitar                  | E/M       | August 1974                 | Kosmische Musik                                                               |
| 1974 | Floh de Cologne                                                       | Geyer Symphonie                                 | E/P       | Dezember 1973               | Ohr                                                                           |
| 1975 | Tea                                                                   | The Ship                                        | P/E/AR    | 1971–1973                   | Phonogram                                                                     |
| 1975 | Wallenstein                                                           | Stories, Songs & Symphonies                     | S         |                             | Kosmische Musik                                                               |
| 1975 | Eric Burdon Band                                                      | Stop                                            | P/E       | 1971–1973                   | (Juli 1975)                                                                   |
| 1975 | Can                                                                   | Landed (Track #1–#4)                            | ME        | 1975                        | Virgin UK                                                                     |
| 1975 | Inga Rumpf                                                            | Second-Hand Mädchen                             | P/E/AR    | 1975                        | Phonogram                                                                     |
| 1975 | Scorpions                                                             | In Trance                                       | P/E/AR    | 1975                        | RCA Records                                                                   |
| 1975 | Passport                                                              | Cross-Collateral                                | E         | 1975                        | WEA                                                                           |
| 1975 | Galaxy                                                                | Nature’s Clear Well                             | P/E/AR    | 1975                        | Venus-Records                                                                 |
| 1975 | Heidelinde Weis                                                       | So sing ich                                     |           | 1975                        | Intercord                                                                     |
| 1975 | Klaus Doldinger                                                       | Doldinger Jubilee 75                            | E/M       | 1975                        | Atlantic/WEA                                                                  |
| 1975 | Atlantis                                                              | Atlantis Live                                   | P/E       | 1973–1975                   | Vertigo                                                                       |
| 1975 | Atlantis                                                              | Get on Board                                    | P/E/AR    | 1975                        | Vertigo                                                                       |
| 1975 | Lammers / Gong                                                        | Out in the Garden / Woman                       | P/E/AR    | 1975                        | Monopol-Records                                                               |
| 1976 | Embryo                                                                | Bad Heads and Bad Cats                          | E         | 1975                        | April (April 1976)                                                            |
| 1976 | Schicke Führs Fröhling                                                | Symphonic Pictures                              | P/E/AR    | 1976                        | Brain                                                                         |
| 1976 | Passport                                                              | Infinity Machine                                | E         | Januar 1976                 | Atlantic/WEA                                                                  |
| 1976 | Scorpions                                                             | Virgin Killer                                   | P/E/AR    | 1976                        | RCA Records                                                                   |
| 1976 | Jay C. Corry                                                          | Love Me or Leave Me                             | Co-P      | 1976                        | Metronome                                                                     |
| 1976 | Jackie Carter                                                         | Treat Me Like a Woman                           | P/E/AR    | 1976                        | Atlantic/WEA                                                                  |
| 1976 | Lady                                                                  | Lady                                            | P/E       |                             | Phonogram                                                                     |
| 1976 | Atlantis                                                              | Top of the Bill                                 | P/E/AR    | 1975                        | Venus Records                                                                 |
| 1976 | Edmundo                                                               | Let’s Spend the Night Together (Single)         | P/E/AR    | 1976                        | Big Mouth                                                                     |
| 1976 | Midnight Special                                                      | Dance, Mama, Dance                              | P/E/AR    | 1976                        | Big Mouth                                                                     |
| 1977 | Eric Burdon                                                           | Survivor                                        | RE        | 1977                        | Polydor                                                                       |
| 1977 | Scorpions                                                             | Taken by Force                                  | P/E/AR    | 1977                        | RCA Records                                                                   |
| 1977 | Schicke Führs Fröhling                                                | Sunburst                                        | P/E/AR    | 1977                        | Brain/Metronome                                                               |
| 1977 | Wallenstein                                                           | No More Love                                    | S         | 1977                        | RCA Records                                                                   |
| 1977 | Nektar                                                                | Thru The Ears                                   | E         | 1977                        | Bellaphon                                                                     |
| 1977 | Various Artists (Udo Lindenberg / Alexis Korner / Jürgen Drews u. a.) | Tell! (Musical)                                 | P/E/AR    |                             | Teldec                                                                        |
| 1977 | Tommy Fortmann                                                        | Piccolo Mondo / Old Fashioned Movie             | P/E       | 1977                        | Hansa Records                                                                 |
| 1978 | Schicke Führs Fröhling                                                | Ticket to Everywhere                            | P/E/AR    | 1978                        | Metronome                                                                     |
| 1978 | Scorpions                                                             | Tokyo Tapes                                     | P/E       | 1978                        | RCA Records                                                                   |
| 1978 | Rory Gallagher                                                        | Photo Finish                                    | S         |                             | Polydor (1. Oktober 1978)                                                     |
| 1979 | Scorpions                                                             | Lovedrive                                       | P/AR      | 1979                        | EMI/Polygram                                                                  |
| 1979 | Wolfgang Ambros                                                       | Live... auf ana langen finster’n Stroß’n (Live) | S         | April 1979                  |                                                                               |
| 1979 | Rory Gallagher                                                        | Top Priority                                    | S         |                             | (16. September 1979)                                                          |
| 1979 | Skin                                                                  | Hot Skin                                        | P/E/AR    | 1979                        | EMI                                                                           |
| 1980 | Scorpions                                                             | Animal Magnetism                                | P/AR      |                             | EMI/Polygram                                                                  |
| 1980 | Wolfgang Ambros                                                       | Weiß wie Schnee                                 | S         | Mai–Juni 1980               | Bellaphon                                                                     |
| 1981 | Hoelderlin                                                            | Fata Morgana                                    | ME        |                             |                                                                               |
| 1981 | Toy                                                                   | The Split                                       | S         |                             | EMI                                                                           |
| 1981 | Bullet                                                                | Execution                                       | P/E/AR    | 1981                        | Polydor                                                                       |
| 1981 | Vic Vergat                                                            | Down to the Bone                                | P/E/AR    | 1981                        | Electrola                                                                     |
| 1982 | Revolver                                                              | First Shot                                      | P/E/AR    | 1982                        | Polydor                                                                       |
| 1982 | Scorpions                                                             | Blackout                                        | P/E/AR    | 1982                        | Electrola                                                                     |
| 1982 | Rory Gallagher                                                        | Jinx                                            | S         |                             | Chrysalis (2. Mai 1982)                                                       |
| 1982 | The Plasmatics                                                        | Coup d’ État                                    | P/AR      |                             |                                                                               |
| 1982 | Accept                                                                | Restless and Wild                               | CO        |                             | Metronome                                                                     |
| 1982 | Warning                                                               | Warning II                                      | P/E/AR    |                             | Polydor France                                                                |
| 1983 | Accept                                                                | Balls to the Wall                               | CO        |                             | RCA/CBS (Juni 1982)                                                           |
| 1984 | Black ’n Blue                                                         | Black ’n Blue                                   | P/E/AR/CO | 3. April 1984               | Geffen                                                                        |
| 1984 | Bullet                                                                | No Mercy                                        | P/E/AR    |                             | Polydor                                                                       |
| 1984 | Scorpions                                                             | Love at First Sting                             | P/E/AR    | 1984                        | Electrola/Polygram                                                            |
| 1985 | Accept                                                                | Metal Heart (#6)                                | P/AR      | 10. Dezember 1982           | RCA (24. Mai 1985)                                                            |
| 1985 | Twisted Sister                                                        | Come Out and Play                               | P/AR      |                             | WEA (9. November 1985)                                                        |
| 1985 | Scorpions                                                             | World Wide Live                                 | P         | 1984–1985                   | Electrola/Polygram                                                            |
| 1986 | Accept                                                                | Russian Roulette                                | CO        |                             | RCA/CBS (März 1986)                                                           |
| 1987 | Die Toten Hosen                                                       | Bis zum bitteren Ende                           | S         |                             | Virgin                                                                        |
| 1988 | Scorpions                                                             | Savage Amusement                                | P/AR      | 1988                        | Electrola/Polygram                                                            |
| 1988 | Joshua                                                                | Intense Defense                                 | S         | 1988                        | RCA                                                                           |
| 1989 | Accept                                                                | Eat the Heat                                    | P/E/AR    | 1989                        | RCA/CBS                                                                       |
| 1990 | Die Toten Hosen                                                       | Auf dem Kreuzzug ins Glück                      | S         |                             | Virgin (21. Mai 1990)                                                         |
| 1990 | New Legend                                                            | New Legend                                      | P/AR      |                             | BMG                                                                           |
| 1991 | Die Toten Hosen                                                       | Learning English Lesson One                     | S         |                             | TOT / Virgin (11. November 1991)                                              |
| 1992 | Ina Deter                                                             | Ver-Rückte Zeiten                               | E/ME/S    | 10. Dezember 1992           | RCA                                                                           |
| 1993 | Die Toten Hosen                                                       | Kauf mich!                                      | S         |                             | TOT, Virgin (10. Mai 1993)                                                    |
| 1993 | Wolf Maahn                                                            | Direkt ins Blut – (Unplugged)                   | S         | 22. Juni 1993               | Electrola (16. Dezember 1993)                                                 |
| 1996 | Die Toten Hosen                                                       | Opium fürs Volk                                 | S         |                             | JKP / EastWest (26. Januar 1996)                                              |
| 1996 | Scorpions                                                             | Still Loving You (#7)                           | P/E       |                             | von: Various Artists (OST): Bordello of Blood, Mercury Rec.                   |
| 1996 | Die Toten Hosen                                                       | Im Auftrag des Herrn                            | S         |                             | JKP / EastWest (28. Oktober 1996)                                             |
| 1997 | Scorpions                                                             | Bad for Good                                    | P/AR      | 1997                        | von: Deadly Sting: The Mercury Years, Mercury Records                         |
| 1997 | Scorpions                                                             | Lovedrive (remastered)                          | P         |                             | EMI                                                                           |
| 1997 | Scorpions                                                             | Animal Magnetism (remastered)                   | P         |                             | EMI                                                                           |
| 1997 | Scorpions                                                             | Blackout (remastered)                           | P         |                             | EMI                                                                           |
| 1997 | Scorpions                                                             | Love at First Sting (remastered)                | P         |                             | EMI                                                                           |
| 1997 | Scorpions                                                             | World Wide Live (remastered)                    | P         |                             | EMI                                                                           |
| 1997 | Michael Jackson                                                       | Ghosts aus Blood on the Dance Floor             | S         |                             | CBS (20. Mai 1997)                                                            |
| 1998 | Black ’n Blue                                                         | Hold on to 18 (#2)                              | P/CO      |                             | von: Various Artists: Geffen Vintage 80’s Presents: It Rocks!! Geffen Records |
| 1998 | Bullet                                                                | Down By The Neonlights (#9)                     | P         | 13. Oktober 1998            | von: Various Artists: Heard It on the Radio: FM Hits, Vol.1, Renaissance Rec. |
| 1998 | Die Toten Hosen                                                       | Wir warten auf’s Christkind                     | S         |                             | JKP / EastWest                                                                |
| 1999 | Scorpions                                                             | Rock You Like a Hurricane (#10)                 |           |                             | von: Various Artists: Jawbreaker (OST), London Records                        |
| 1999 | Die Toten Hosen                                                       | Unsterblich                                     | S         | August – November 1999      | JKP / EastWest (6. Dezember 1999)                                             |
| 1999 | Elisabeth White                                                       | Maybe God’s a Woman Too                         | S         |                             | Wagram/BMG                                                                    |
| 2001 | T. V. Smith                                                           | Useless                                         | S         |                             | JKP (9. April 2001)                                                           |
| 2001 | Black ’n Blue                                                         | Ultimate Collection (Tracks #2/3/4/17/19/20)    | CO        |                             | Universal/Geffen Records                                                      |
| 2002 | Die Toten Hosen                                                       | Auswärtsspiel                                   | S         |                             | JKP / EastWest (21. Januar 2002)                                              |
| 2005 | Nisha Kataria                                                         | If You Want to Be Mine                          | P/AR      |                             | tba                                                                           |
| 2007 | Wolf Maahn                                                            | Direkt ins Blut 2 – (Un)plugged                 | S         |                             | Libero/Rough Trade (28. November 2007)                                        |
| 2008 | Tommy Fortmann                                                        | Krieger der Nacht                               | P         |                             | tba                                                                           |